# Plegafulles de pit ocraci
El plegafulles de pit ocraci (Anabacerthia lichtensteini) és una espècie d'ocell de la família dels furnàrids (Furnariidae).

## Hàbitat i distribució
Habita entre la malesa del bosc de l'est i sud-est del Brasil, est del Paraguai i nord-est de l'Argentina.